# CodeWarrior
CodeWarrior jest zintegrowanym środowiskiem programistycznym dla systemów operacyjnych Macintosh, Microsoft Windows, Linux jak również na systemy wbudowane. CodeWarrior został początkowo stworzony przez firmę Metrowerks, która w 1999 roku została przejęta przez firmę Motorola. Aktualnie jest opracowywany i sprzedawany przez  Freescale Semiconductor.